# Камізано-Вічентіно
Камізано-Вічентіно (італ. Camisano Vicentino, вен. Camisan Vixentin) — муніципалітет в Італії, у регіоні Венето, провінція Віченца.
Камізано-Вічентіно розташоване на відстані близько 410 км на північ від Рима, 50 км на захід від Венеції, 14 км на схід від Віченци.
Населення — 11 068 осіб (2014).

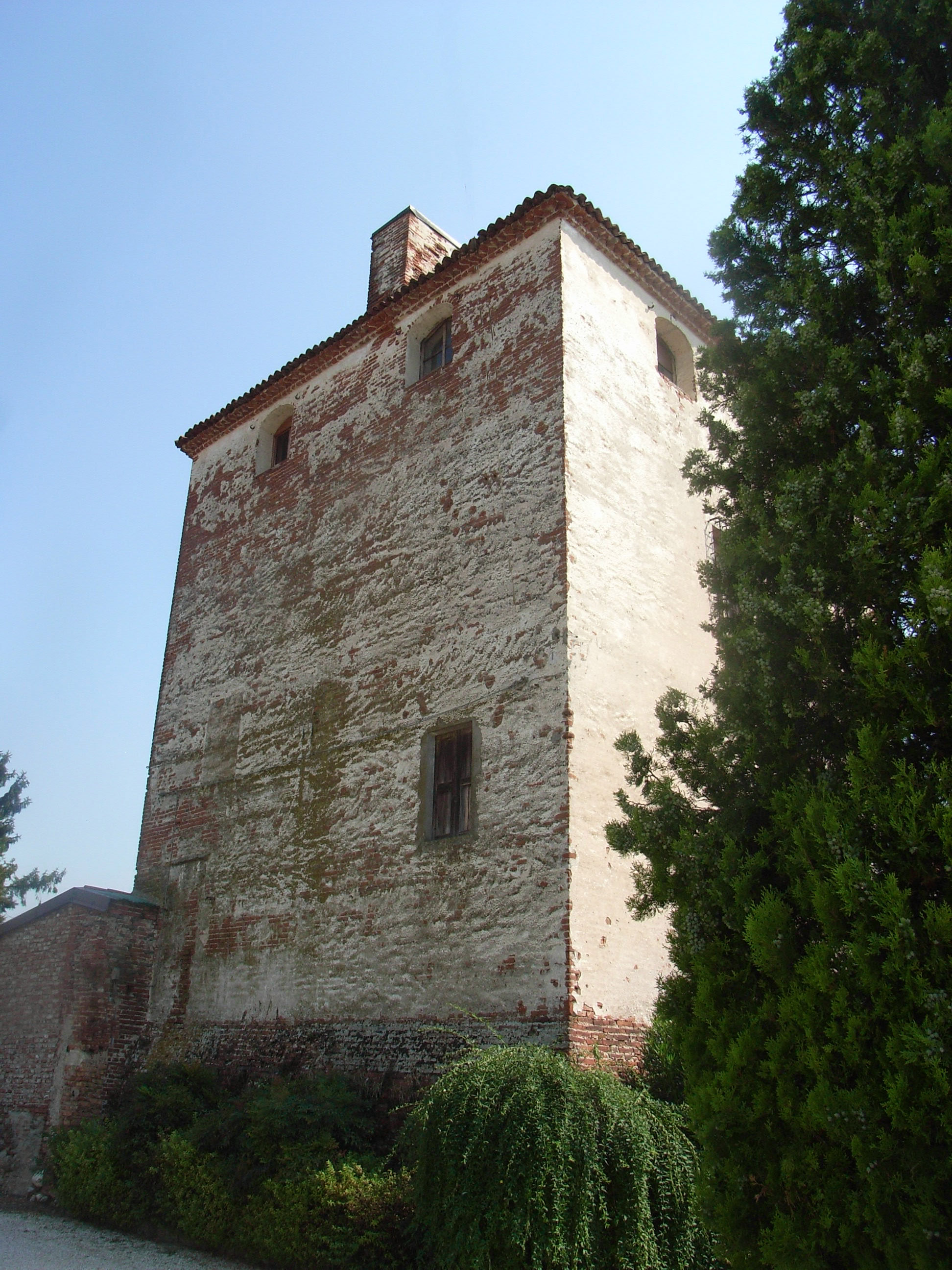
Вежа Рампаццо, XIII століття

Щорічний фестиваль відбувається 6 грудня. Покровитель — San Nicolò.

## Демографія
Населення за роками:

Станом на 1 січня 2023 року в муніципалітеті офіційно проживало 1315 іноземців з 55 країн, серед них 627 громадян країн Євросоюзу та 12 громадян України.

## Сусідні муніципалітети
- Камподоро
- Гаццо
- Гризіньяно-ді-Цокко
- Грумоло-делле-Аббадессе
- П'яццола-суль-Брента